# Bayombong

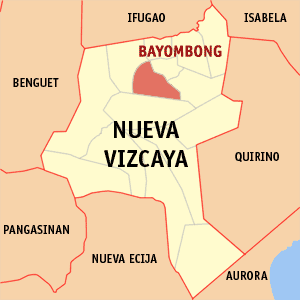
Bayombongs läge i provinsen Nueva Vizcaya.

Bayombong är en kommun och ort i Filippinerna som är administrativ huvudort för provinsen Nueva Vizcaya i regionen Cagayandalen. Den hade 54 417 invånare vid folkräkningen 2007. Kommunen är indelad i 25 smådistrikt, barangayer, varav 8 är klassificerade som urbana.